# Rosthalsad trögfågel
Rosthalsad trögfågel (Malacoptila rufa) är en fågel i familjen trögfåglar inom ordningen jakamar- och trögfåglar.

## Utseende och läte
Rosthalsad trögfågel är en distinkt medlem av familjen. Karakteristiskt är orangerött på kinder och ansikte som kontrasterar med streckat grått huvud. Sången består av en mycket tunn fallande drill som lätt undgår upptäckt.

## Utbredning och systematik
Rosthalsad trögfågel delas in i två underarter med följande utbredning:
- Malacoptila rufa rufa – förekommer i nordöstra Peru, östra Bolivia och västra Brasilien (söder om Amazonfloden österut till Rio Madieras västra flodbank)
- Malacoptila rufa brunnescens – östra Amazonområdet i Brasilien, söder om Amazonfloden och öster om Rio Madeira

## Levnadssätt
Rosthalsad trögfågel hittas i fuktiga och säsongsmässigt översvämmade skogar. Där ses den i skogens nedre skikt, ibland som en del av kringvandrande artblandade flockar och närvarande vid svärmar av vandringsmyror för att fånga föda som myrorna skrämmer upp i sin framfart. Oftast sitter den helt still under långa perioder.

## Status och hot
Arten har ett stort utbredningsområde, men tros minska i antal, dock inte tillräckligt kraftigt för att den ska betraktas som hotad. Internationella naturvårdsunionen IUCN listar arten som livskraftig (LC).